# Coxicerberus enckelli
Coxicerberus enckelli är en kräftdjursart som först beskrevs av Messana, Argano och Baldari 1978.  Coxicerberus enckelli ingår i släktet Coxicerberus och familjen Microcerberidae. Inga underarter finns listade i Catalogue of Life.